# Lazuri (Satu Mare)
Lazuri é uma comuna romena localizada no distrito de Satu Mare, na região histórica da Transilvânia. A comuna possui uma área de 70.72 km² e sua população era de 5509 habitantes segundo o censo de 2007.